# Бутенко, Василий Степанович
Василий Степанович Бутенко (Грозный, Терская область — 1918, Грозный, Терская область) — российский военный и государственный деятель, революционер, председатель исполнительного комитета Грозненского городского Совета.

## Биография
Отец Бутенко был нефтяником. Василий был одним из пяти его сыновей. Отец и все его сыновья работали на грозненских нефтяных промыслах. Старшие братья принимали активное участие в событиях революции 1905—1907 годов.
Василий Бутенко стал землемером. После начала первой мировой войны он был направлен в военное училище. После окончания училища воевал на Турецком фронте командиром взвода пеших разведчиков.
В 1918 году Бутенко вернулся в Грозный, где вскоре начались Стодневные бои. Все братья Бутенко принимали участие в этих боях в составе Пролетарского батальона. Сам Василий Бутенко корректировал артиллерийскую стрельбу по позициям бичераховцев.
По заданию штаба Бутенко был направлен в Старопромысловский район, но по дороге он был схвачен белогвардейцами. Ему удалось бежать в Ермоловскую, но его снова настигли, при этом он был тяжело ранен в ноги. Бутенко был расстрелян на территории нынешнего кладбища в Висаитовском районе Грозного.

## Память
Рабочий посёлок (ныне в черте Грозного) был назван именем Бутенко. Имя Бутенко носит одна из грозненских улиц.